# Jan Potocki
Conde Jan Nepomucen Potocki de Piława (o Juan Nepomuceno Potocki) (Pików, 8 de marzo de 1761-Uladowka, 2 de diciembre de 1815) fue un noble, científico, historiador y novelista polaco, capitán de zapadores del Ejército Polaco, célebre por su novela El manuscrito encontrado en Zaragoza.

## Biografía

### Juventud

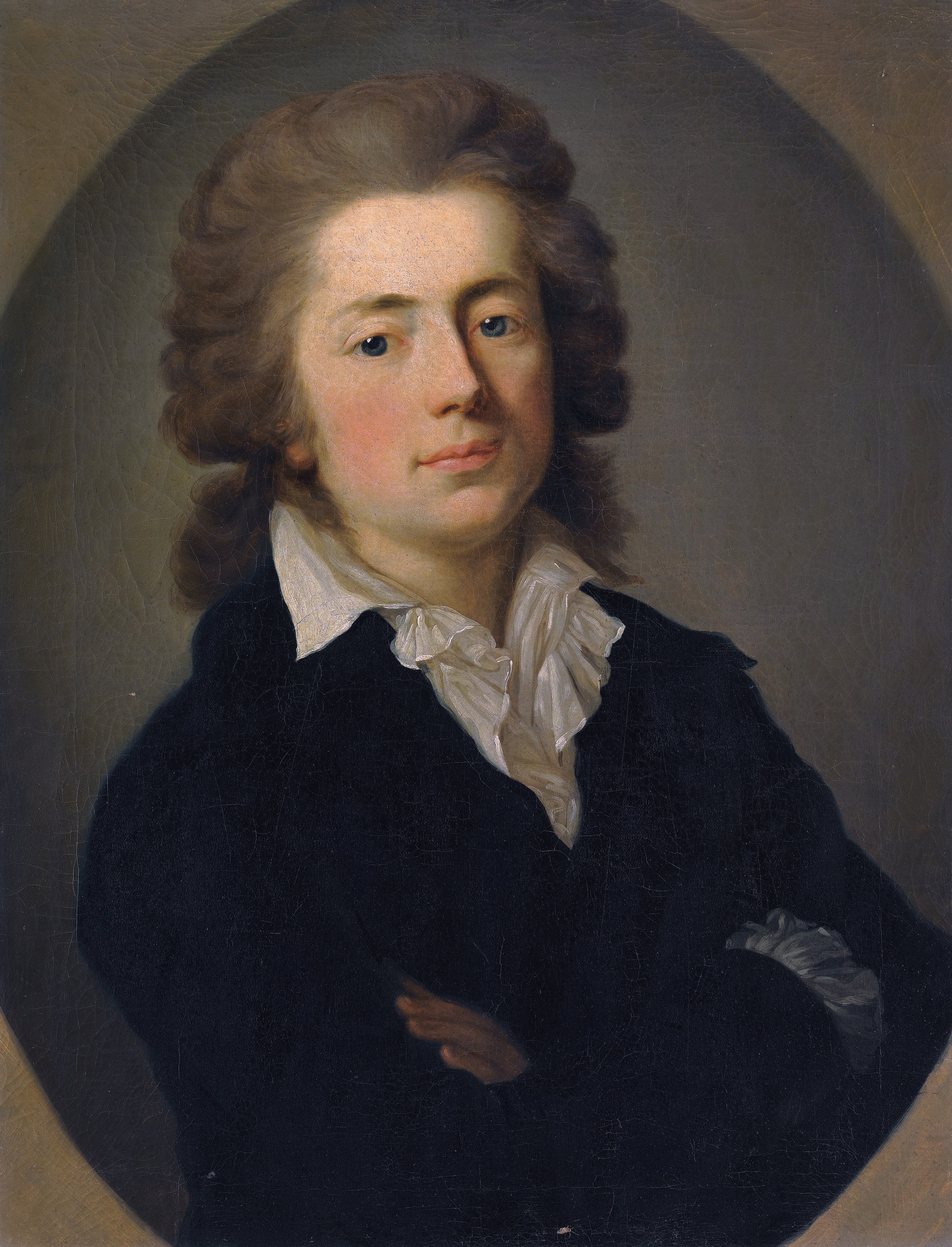
Jan Potocki.

El conde Jan Potocki nació en el castillo de Pików, en Podolia (región entonces polaca, posteriormente anexada por Ucrania), de familia noble, hijo de Józef Potocki y Anna Teresa Ossolińska, perteneciente a una acaudalada familia de la más alta nobleza. Józef Potocki, con orígenes austriacos, polacos y ucranianos, poseía tierras en Ucrania, cuando éstas pertenecían al Imperio Austro-húngaro. Se cree que era judío askenazí, etnia dominante en aquellas tierras, y que se convirtió al catolicismo para poder entablar relaciones personales y familiares con la alta aristocracia polaca, toda de religión católica, la mayoritaria en el país. Ese puede haber sido el motivo por el que Jan Potocki no recibió educación en colegios católicos de Polonia, ni formación religiosa cristiana.
Sus primeros estudios los hizo en su país, recibiendo una sólida educación, y a los doce años fue enviado a Suiza, junto con su hermano Severin, para continuarlos en Ginebra y Lausana, donde se inició en el conocimiento de las ciencias y en los estudios literarios y lingüísticos, con un pastor presbiteriano.

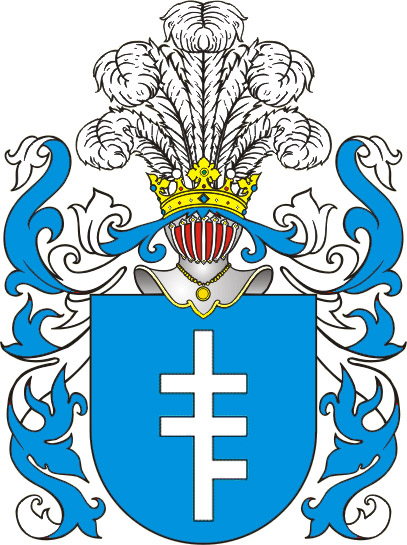
Escudo del clan Piława.

Los años de su educación suiza dieron al joven aristócrata una creciente curiosidad por las ciencias y un sentimiento cosmopolita de la vida. 
A su regreso a Polonia abrazó la carrera militar, como era costumbre en la nobleza. Ingresó en la Academia Militar de Viena, pero pronto la abandonó para consagrarse a las dos pasiones que iban a dominarle hasta su muerte: los viajes y los estudios. Decidido a saberlo todo, no tardó en poseer una cultura enciclopédica y un dominio de casi todas las lenguas modernas, además de las clásicas. 
Al mismo tiempo, el joven conde Potocki se contagió del espíritu liberal y progresista que imperaba en la ilustrada corte polaca, cuyo soberano, Estanislao Augusto, era uno de los protectores de la masonería, a la que pertenecían algunos de los grandes señores de la nobleza. Algunas damas compartían ese espíritu, entre ellas la princesa Isabel Lubomirska, nacida Czartoryska, con una de cuyas hijas, la princesa Julia, se casaría Potocki pocos años después.
Respecto a sus posibles orígenes judíos, Potocki escribió una Cronología de los hebreos (Chronologie des Hébreux, 1805), estudió la Cábala y el Talmud e incluso incluyó en casi un centenar de páginas de su célebre novela la figura del Judío Errante . Eso fue en la versión llamada de 1804 (no editada en su totalidad en San Petersburgo, por lo que las alusiones a los judíos no llegaron a publicarse). Sin embargo, entre 1810 y 1815, Potocki decidió eliminar toda mención al mito del Judío Errante, Ahasvero; algunos biógrafos (cf. F. Rosset, D Triaire, Jean Potocki. Biographie. París, Flammarion, 2004) han visto en ello un intento de ocultar sus orígenes parcialmente hebreos, dado que en esa época se había casado en segundas nupcias con la princesa católica Julia, con la que tuvo descendencia. En el Manuscrito (Sexto Decamerón, Jornada quinquagésimonovena), Potocki desvela en el capítulo titulado Historia de la casa de los Uzeda las claves de la novela y su relación con la genealogía hebrea de una de las ramas familiares del protagonista, retrotrayendo dichas raíces al Israel bíblico, anterior al Templo de Salomón. Ninguno de sus descendientes ha hablado de esos orígenes judíos askenazíes, algo fácil de entender debido al antisemitismo que asoló Polonia y Europa Oriental, tanto en aquella época como en el siglo XX.

### Viajes
Pero antes de retornar a su patria, el joven conde decidió conocer el mundo, para así satisfacer su afición. a los viajes, que iba unida a su vocación de historiador y de etnólogo. Como los viajeros románticos medio siglo después, Potocki inició la serie de sus viajes por los países del Sur de Europa. En un primer ciclo, que duró de 1778 a 1780, recorrió Italia, visitó la isla de Malta, Sicilia y Lampedusa, y desembarcó en Túnez, donde el príncipe Ali-Bey le recibió en su palacio. También visitó la Gran Mezquita de la ciudad santa de Kairuán. Potocki evocaría más tarde, en su Manuscrit trouvé a Saragosse, algo de esa Tunicia entrevista en 1779. 
Desde Túnez, Potocki pasó a España, país que iba a atraerle más que ningún otro, y en el que reinaba el ilustrado Carlos III. La España que visitó Potocki era una España vivaz y pintoresca, rica en bandidos y contrabandistas, gitanos y mendigos, que vagabundeaban por los caminos y las ventas, pero rica también en artistas y en escritores, en nobles humanistas y científicos de renombre. Le atrajo sobre todo el sur peninsular, ese paraíso que no iba a tardar en convertirse en una de las metas obligadas de los viajeros románticos. Visitó Granada, Córdoba, Sevilla, recorrió los caminos y montañas de Sierra Morena, y estudió de cerca las costumbres de los gitanos y algo de su lengua. De esta frecuentación de los gitanos hay huellas en El manuscrito encontrado en Zaragoza y en otra obra de Potocki, la opereta Les Bohémiens d'Andalousie.
Es probable que Potocki visitara en Madrid el estudio de Goya, como afirma su biógrafo Édouard Krakowski.
Tras el viaje a España, inició Potocki un segundo periplo, en el que visitó, de 1781 a 1784, los países del Imperio otomano: Turquía, Grecia, Egipto, Albania y Montenegro. Turquía le entusiasmó especialmente, y no solo incorporó a su equipaje trajes y objetos turcos, sino que tomó allí un criado, Ibrahim, llevándoselo consigo a Polonia. Sus impresiones de ese viaje las escribió en forma de cartas dirigidas a su madre, reuniéndolas luego en un volumen con el título Voyage en Turquie et en Egypte, que fue publicado en edición de muy pocos ejemplares en 1788. El gusto por lo oriental quedó desde entonces muy vivo en su espíritu, y a veces tenía el capricho de vestir a la turca, como su fiel criado Ibrahim.

### Retorno a la patria
A su regreso a Polonia, en 1785, contrajo matrimonio con la bella y espiritual Julia Lubomirska, hija del príncipe (luego mariscal) Stanisław Lubomirski y de la princesa Isabel. La princesa Julia no solo era bella sino una excelente cultivadora de las artes (música, danza, pintura, teatro). De ella tuvo Potocki dos hijos: Alfredo, nacido en 1786, y Arturo, nacido en 1787. Pero Julia murió de tuberculosis en 1794 y Potocki dejó a sus hijos al cuidado de su suegra, la mariscala Lubomirska, para consagrarse enteramente a los viajes y los estudios.
Una estancia anterior en París, invitado por su suegra, que vivía en el Palais Royal, le permitió frecuentar los círculos ilustrados y enciclopedistas, y especialmente el salón de Madame Helvétius, donde se mostró gran admirador de Diderot, Buffon, D'Alambert y otros enciclopedistas. Conoció también a Madame de Stäel y a Choderlos de Laclos, el autor de Les Liaisons dangereuses. Se interesó también por el esoterismo y el ocultismo, frecuentando a los seguidores de Swedenborg y de la sociedad Rosa-Cruz uno de cuyos miembros más activos, Jacques Cazotte, fue autor de un Diable amoureux, que sin duda Potocki leyó. La cábala tenía muchos adeptos en París, y las historias de fantasmas, bandidos y vampiros estaban de moda. Potocki, su lector, iba a demostrar, al escribir años después su Manuscrit trouvé a Saragosse, que era capaz de mejorarlas.
Después de un breve viaje a Holanda, en donde fue testigo de la insurrección popular contra las tropas prusianas, Potocki regresó a Polonia a principios de 1788 para asistir como diputado al Gran Sejm. Fiel a sus ideas liberales, fue uno de los primeros en denunciar los peligros del militarismo prusiano y en pedir la abolición de la servidumbre en Polonia y la participación del tercer estado en las tareas del gobierno. La revolución que pedía Potocki era una revolución desde arriba, con el apoyo del rey, una revolución moderada y liberal que instalara un orden para el progreso. Estanislao Augusto favorecía esa tendencia moderada, pero Potocki fue acusado de jacobino por la policía, que intentó cortar su propaganda revolucionaria. Potocki no se dio por vencido, e instaló en su propio palacio una imprenta privada donde siguió editando folletos y libelos de tono acentuadamente progresista. En esta imprenta libre, como él mismo la llamó, editó además los dos volúmenes de su Essai sur l'Histoire Universelle y sus Recherches sur la Sarmatie, y reimprimió, en 1789, su Voyage en Turquie et en Egypte.
Incluso en medio de las luchas políticas, Potocki encontraba tiempo para nuevos viajes y aventuras. En julio de 1788 sorprendió a sus contemporáneos al acompañar al célebre aeronauta francés Jean Pierre Blanchard en su vuelo en globo desde Varsovia. Toda la ciudad contempló la ascensión, en la que acompañaron a Blanchard y a Potocki, el fiel Ibrahim, vestido como siempre a la turca, y un cuarto pasajero, Lulú, el caniche blanco preferido de Potocki. El vuelo fue un éxito; y el poeta Stanisław Trembecki escribió una Oda al globo en homenaje a los viajeros más arriesgados.

### Nuevos viajes
En junio de 1791 emprendió Potocki un nuevo viaje, esta vez al misterioso Marruecos. Atravesó París en plena conmoción revolucionaria, y fletó un barco en Marsella que le condujo a Barcelona. En Madrid, el embajador de Marruecos, Sidi Mohammed ben Otmar -uno de los hombres más sabios que he conocido, escribe Potocki en su diario- le dio una carta para el sultán, que el conde viajero hizo traducir a su llegada a Málaga por un tripolitano llamado Hamed Hogia. En Estepona Potocki embarcó para Gibraltar, y en esa travesía vio por vez primera un pez singular al que llama en su diario una meula. Ya en Marruecos, el caíd de Tetuán le recibió con grandes honores en su palacio, cuyos salones y jardines le recuerdan los de la Alhambra. El 31 de julio llega a Rabat, donde le recibe el soldán Muley Yésid. En agosto Potocki visita Larache, Arcila y Tánger y en esta última ciudad le sorprende el comienzo de las hostilidades entre Marruecos y España. Una flota española se presenta frente a la bahía de Tánger y bombardea la ciudad. Potocki se refugia en el Consulado español, y luego en la casa del embajador de Suecia, desde cuya terraza, protegiéndose del inclemente sol con un enorme sombrero andaluz, contempla el ataque. Pero un proyectil explota cerca y Potocki decide pasar a la Península. El 7 de septiembre embarca con el embajador de Suecia, el barón de Rosenstein, rumbo a Cádiz, y esa misma noche desembarca en la capital gaditana y asiste a un espectáculo de baile flamenco. Como tantos otros, Potocki se entusiasma viendo a las bellas bailarinas bailando fandangos y tocando las castañuelas. De Cádiz pasa a Lisboa, Coímbra y Cintra, y de nuevo Madrid donde es más que probable que visite los talleres de Goya y Vicente López. 
A su regreso a París, todavía en pleno hervor revolucionario Potocki asistió a una sesión en la Asamblea Nacional donde fue aplaudido al tomar la palabra y exaltar la libertad. Pero el espectáculo de un París dominado por los jacobinos y un populacho cada vez más agresivo y violento le desilusionó: ¡Adiós, bellas esperanzas del año último! -escribe desencantado-; la libertad sobrevivirá, pero en cuanto a la felicidad pública, nuestra generación tiene que despedirse de ella. Deja París por Londres, donde frecuenta los teatros y cultiva el trato con escritores y eruditos. Lee los poemas de Wordsworth, de Coleridge, de Walter Scott, y las novelas de Horace Walpole y Anne Radcliffe.
Vuelto a Varsovia en 1792, escribe una serie de pequeñas piezas de teatro con el título de Parades, en la tradición de la commedia dell'arte italiana, que se representan en el teatro privado de su suegra la mariscala Lubomirska. En una de ellas, titulada Cassaridre démocrate, Potocki se burla a un tiempo de los emigrados aristócratas y de los revolucionarios. En el Castillo de Łańcut -el Versalles polaco-, ya desengañado de sus ilusiones revolucionarias, acogió generosamente a los emigrados del París jacobino, entre ellos al duque de Berry y a algunos obispos, que allí se enteraron de la ejecución de Luis XVI. Dos años después, otra obra de Potocki, Les Bohémiens d'Andalousie, era representada en el castillo del príncipe Enrique de Prusia, en Rheinsberg. Las costumbres de los gitanos, el sonar de guitarras y castañuelas, que esta pieza recoge, son sin duda recuerdos de las andanzas de Potocki por el sur de España. 
En 1799, Potocki contrajo nuevo matrimonio, esta vez con su prima, la espiritual Constance Potocka, hija del conde Felix Potocki y de la condesa Josefina. De este segundo matrimonio tuvo Potocki un solo hijo, Bernardo, nacido en 1801. En los años siguientes, Potocki se consagró al estudio y a las investigaciones etnológicas. Su capacidad de trabajo era enorme, y cada año salían nuevas obras de su taller de infatigable trabajador: obras de historia, de etnografía, de geografía, de viajes... El Voyage dans quelques parties de la Basse-Saxe pour la recherche des antiquités slaves ou vendes, los cuatro volúmenes de los Fragments historiques et géographiques sur la Scythie, la Sarmatie et les Slaves, la Histoire primitive des Peuples de la Russie, quizá su obra fundamental, que aparece en San Petersburgo en 1802, el Voyage dans les Steppes d'Astrakhan et du Caucase. Estas obras eran el resultado de los innumerables viajes, investigaciones y estudios que Potocki emprendió entre 1797 y 1804. Pero Potocki no era solo un erudito infatigable y minucioso: era también un creador, como ya lo había probado con sus piezas teatrales, y volvió a demostrarlo al publicar en 1804, en San Petersburgo, donde se hallaba con su amigo el príncipe Adam Czartoryski, la primera parte de su extraordinaria novela Manuscrit trouvé a Saragosse, también escrita en francés. Hoy se sabe que existen dos redacciones al menos de la obra, una de 1804 y otra de 1810. La segunda parte, Avadoro (una historia española), vio la luz en 1813, en París, de la mano del editor Gide Fils, y se reimprimió con algunas supresiones y adiciones en 1815.

### Al servicio del Zar
La amistad de Czartoryski, que había sido nombrado por el zar Alejandro ministro de Asuntos Exteriores, cambió de pronto el curso de la vida de Potocki, que fue llamado a San Petersburgo para ocupar un puesto en la Dirección de Asuntos Asiáticos del ministerio. Al año siguiente el Zar le designó jefe de la Misión Científica adjunta a la embajada que, dirigida por el conde Golovkin, iba a visitar China con fines políticos y científicos. Doscientas cuarenta personas formaban esta embajada,de la que conservamos una relación precisa y no exenta de humor gracias a la Mémoire sur l'expeditlon en Chine que Potocki escribió como diario del viaje. Los resultados políticos de la expedición fueron nulos, al negarles el paso el emperador Jiaqing, pero Potocki supo recoger en su Memoria no pocos datos científicos de interés, yendo a parar a Mongolia.
A su regreso a San Petersburgo, Alejandro I le nombró su consejero privado, mientras, irónicamente, sus dos hijos, Alfredo y Arturo Potocki, luchaban en el ejército de Napoleón contra las tropas del Zar. En 1812, Alfredo, capitán de artillería, fue herido en la batalla de Borodino, y hecho prisionero por los rusos. La intervención de su padre cerca del Zar obtuvo rápidamente su liberación, y el conde Alfredo pudo regresar a Polonia como un héroe, mientras Potocki permanecía en San Petersburgo. Pero no iba a ser por mucho tiempo. El avance de la Grande Armée hasta las puertas de Moscú electrizó a los patriotas polacos, que se alistaron en masa en una guerra de liberación nacional contra el imperio ruso. En esa situación, continuar sirviendo al zar hubiese sido llevar demasiado lejos la traición.

### Ocaso y muerte
El príncipe Adam Czartoryski pidió al zar le autorizara a dejar su servicio, y Potocki le imitó, obteniendo de Alejandro I permiso para retirarse a la Podolia, donde poseía una pequeña propiedad en Uladowka. Allí, envejecido y desengañado, Potocki se consagró de nuevo al estudio, y solo salía de su gabinete para ir a trabajar en la biblioteca de Krzemieniec.
El 18 de junio de 1815, la jornada de Waterloo acabó definitivamente con el imperio napoleónico y con las ilusiones de los patriotas polacos de lograr una Polonia independiente y libre del dominio ruso. Aunque personalmente fiel a su protector el zar Alejandro, Potocki no dejaría de compartir los sentimientos de amargura de sus compatriotas, perdida toda esperanza de la restauración de Polonia. Aquejado de una fiebre maligna y de terribles dolores neurálgicos, su melancolía se exacerbó y acabó en neurastenia. Finalmente, el 2 de diciembre de aquel año, encerrado en su biblioteca, el conde Jan Potocki se suicidó de un pistoletazo en la cabeza con una bala de plata que él mismo había limado a partir del asa de un azucarero de plata, hasta tener el tamaño necesario para su pistola. Su final romántico en cierto modo contrasta con el progresista ilustrado dieciochesco que fue en su juventud.

## Matrimonio e hijos
Casó en dos ocasiones:
- De su primer matrimonio con Julia Lubomirska tuvo dos hijos:
  - Alfred Wojciech Potocki
  - Artur Potocki
- Del segundo con Konstancja Potocka, tres:
  - Bernard Potocki
  - Irena Potocka
  - Teresa Potocka

## Obras

### Novela
- El manuscrito encontrado en Zaragoza (I parte, San Petersburgo, 1804). II parte, Avadoro (una historia española), París: Gide Fils, 1813, reeditada con supresiones, cambios y añadiduras con el título Les dix Journées de la Vie d'Alphonse van Worden, París: Gide Fils, 1815. En 2002 se descubrió el manuscrito de una segunda redacción de la primera parte datada en 1810, que fue impresa en 2008.

### Teatro
- Farsas (parades) (1792).
- Los gitanos de Andalucía (1794).

### Libros de viajes
- Viaje a Turquía y Egipto (1789).
- Viaje al Imperio de Marruecos (1792).
- Viaje por algunas partes de la Baja Sajonia para la busca de Antigüedades o wendas (1794).
- Memoria sobre un nuevo periplo del Ponto Euxino, así como sobre la más antigua historia de los pueblos del Tauro, del Cáucaso y de Escitia (1796) .
- Viaje al imperio de China.
- Viaje por las estepas de Astracán y del Cáucaso (póstumo-1829).

### Libros de viajes e historia en sus ediciones originales
- Histoire Primitive des Peuples de la Russie avec une Exposition complete de Toutes les Nations, locales, nationales et traditionelles, necessaires a l'intelligence du quatrieme livre d'Herodote (St. Petersbourg: Imprime a l'Academie Imperiale des Sciences, 1802)
- Voyage dans les steppes d'Astrakhan et du Caucase (París, 1829).
- Voyage en Turquie et en Egypte (1788; traducción polaca: Julian Ursyn Niemcewicz, Podróz do Turek i Egiptu, 1789).
- Voyage dans l’Empire de Maroc (1792)

### Libros de Historia
- Fragmentos históricos y geográficos sobre Escitia, Sarmacia y los eslavos (1796).
- Historia primitiva de los pueblos de Rusia (1802).
- Ensayo sobre la historia universal.
- Cronología de los hebreos (Chronologie des Hébreux, 1805)
- Principios para una cronología de los tiempos anteriores a los Juegos Olímpicos.

## Distinciones honoríficas
- Caballero de la Orden del Águila Blanca (Polonia).
- Caballero de primera clase de la Orden de San Estanislao (Polonia).
- Caballero de primera clase de la Orden de San Vladimiro (Rusia).

## Otros
- Armas de los Potocki de Pilawa

- Datos: Q367109
- Multimedia: Jan Potocki / Q367109